# Meghan Haggerty
Meghan Haggerty (Hinsdale, 6 ottobre 1993) è un'ex pallavolista statunitense, di ruolo centrale.

## Biografia
Figlia di Jerry and Stacey Haggerty, è la maggiore di tre sorelle pallavoliste: Madeline, ha giocato nei programmi della Nebraska, della Central Florida e della Michigan State, prima di iniziare la carriera professionistica; mentre Molly fa parte del programma della Wisconsin. 

## Carriera

### Club
La carriera di Meghan Haggerty nei tornei scolastici dell'Illinois, giocando per la Benet Academy; concluse le scuole superiori entra a far far parte della squadra di pallavolo femminile della Nebraska, partecipando alla NCAA Division I dal 2012 al 2015, conquistando il titolo NCAA durante il suo senior year. 
Nella stagione 2016-17 firma il suo primo contratto professionistico, andando a giocare in Svezia, dove partecipa all'Elitserien difendendo i colori dello Svedala: abbandona la pallavolo giocata al termine dell'annata.

## Palmarès

### Club
- NCAA Division I: 1

2015